# (9320) 1988 VN3
A (9320) 1988 VN3 a Naprendszer kisbolygóövében található aszteroida. Yoshiaki Oshima fedezte fel 1988. november 11-én.